# Cinquante Nuances plus sombres (film)
Cet article concerne le film de James Foley. Pour le roman d'E. L. James, voir Cinquante Nuances plus sombres.
Série Cinquante Nuances
Cinquante Nuances de Grey
(2015) Cinquante Nuances plus claires
(2018)
Pour plus de détails, voir Fiche technique et Distribution.
Cinquante Nuances plus sombres (Fifty Shades Darker) est un film dramatico-érotico-romantique américano-sino-japonais réalisé par James Foley, sorti en 2017.
Il s'agit de l'adaptation du bestseller homonyme d'E. L. James, deuxième tome de la trilogie Fifty Shades. C'est la suite du film Cinquante nuances de Grey, sorti en 2015, qui adaptait le premier opus. Il est suivi du film Cinquante nuances plus claires, l'adaptation du dernier opus de la trilogie et sorti en 2018.
Ana est convaincue que Christian et elle ne sont pas compatibles. Après leur rupture, elle commence à travailler pour une maison d'édition, à Seattle. Mais, Christian réapparaît vite dans sa vie en se rendant a l'exposition de photo de José. Il l'invite ensuite à une soirée à laquelle une personne ayant marqué la vie passée de Christian refait surface : Elena Lincoln, alias Mrs. Robinson. Cependant, leur relation passionnée recommence, mais cette fois-ci, tout sera différent : Christian accepte d'essayer d'avoir pour la première fois de sa vie une relation amoureuse. Néanmoins, leur courte séparation a causé chez le jeune homme des problèmes de confiance et une angoisse permanente. Il lui fait une proposition qu'elle ne peut pas refuser. Christian se dévoile et Ana fait face à des personnes ayant marqué le passé de ce dernier.

## Synopsis
Après que Anastasia a rompu avec Christian, celui-ci fait des cauchemars à propos de son enfance. Pendant ce temps, Ana commence un nouveau travail en tant qu'assistante de Jack Hyde, un éditeur de la société Seattle Independant Publishing (SIP) dont les trois assistantes précédentes ont démissionné au cours des dix-huit derniers mois. Ana est surprise de voir Christian à l'ouverture de l'exposition de photographies de son ami José Rodriguez. Elle est consternée quand Christian lui apprend qu'il a acheté tous les portraits d'Ana. Christian propose à Ana de reprendre leur relation avec quelques modifications dans le contrat : plus aucune règle, plus aucun secret.
Alors que Jack et Ana se retrouvent pour boire un verre après le travail, Ana se fait aborder dans la rue par une jeune femme qui lui ressemble. Christian arrive au bar et se montre froid envers Jack, puis s'en va rapidement avec Ana. Ana ignore l'avertissement de Christian concernant la réputation de Jack. Elle est consternée quand Christian lui annonce qu'il envisage de racheter la SIP.
Peu de temps après, Ana remarque à nouveau que la même jeune femme les observe, Christian et elle, de loin. Christian demande à Ana de l'accompagner à un bal de charité organisé par ses parents. Mais Ana lui dit qu'elle n'est pas coiffée et n' a pas de robe. Christian lui dit de ne pas s'inquiéter, il va s'occuper de ça. Il l'emmène donc à Esclava, un salon de beauté appartenant à Elena Lincoln alias Mrs Robinson. Elena est l'ancienne dominante de Christian : elle l'a initié au BDSM.
Ana est furieuse que Christian l'ait emmenée là-bas et qu'Elena et lui soient partenaires commerciaux.
Christian montre à Ana les dossier qu'il a ouvert sur toutes ses soumises dont la jeune femme : il s'agit de Leila Williams, une des anciennes soumises de Christian. Après la fin de leur contrat, Christian a mis fin à leur relation alors que Leila se rapprochait de plus en plus de lui. Leila a épousé un homme qui s'est suicidé quelque temps plus tard, causant une dépression nerveuse chez celle-ci.
Au bal, la sœur de Christian informe Ana qu'il a été expulsé de quatre écoles différentes à cause de son comportement bagarreur. Pendant le bal, Elena s'entretient à part avec Ana et l'informe qu'elle souhaite qu'elle quitte Christian. Ana refuse et prévient Elena de se tenir à l'écart de lui.
En rentrant à Escala, Christian et Ana découvrent que Leila a vandalisé la voiture de celle-ci. Ils passent la nuit sur le bateau de Christian pour plus de sécurité. Christian dit à Ana, plus tard, que sa mère biologique était une prostituée accro au crack. Christian dit à Ana que sa mère s'est suicidée et qu'il était seul avec elle pendant trois jours avant d'être conduit à l'hôpital où Grace Trevelyan Grey travaillait : Grace a pris Christian sous son aile et l'a adopté quelque temps plus tard.
Jack dit à Ana qu'il souhaiterait qu'elle l'accompagne lors d'un voyage d'expo à New-York, mais après avoir eu une discussion avec Christian, elle rejette l'invitation de Jack.
Quand Ana informe Jack qu'elle ne pourra pas assister à l'expo avec lui, et étant seule avec ce dernier, Jack tente de l'agresser sexuellement mais elle lui échappe. Christian use de son pouvoir pour faire virer Jack et Ana se voit promue au poste de rédactrice en chef, prenant la place de Jack. Christian demande à Ana d'emménager avec lui et elle accepte.
Dans l'appartement d'Ana, Leila la menace avec un revolver. Christian et Taylor, après avoir entendu le coup de feu, se précipitent dans la chambre et Christian parvient à maîtriser Leila. Ana, constatant que Christian a besoin de se montrer dominant, s'en va et revient quelques heures plus tard. Christian est furieux, mais Ana a besoin de temps pour réfléchir à l'avenir de leur relation. Christian supplie Ana de rester et lui avoue qu'il n'est pas un dominant, mais un sadique qui aimait blesser des femmes qui ressemblaient à sa mère biologique. Il insiste sur le fait qu'il veut changer. Christian relance sa demande plus tard, ce à quoi Ana rétorque qu'elle a besoin de temps avant d'accepter.
Christian part en voyage d'affaires en pilotant Charlie Tango, son propre hélicoptère. Une panne de moteur survient sur le mont Saint Helens, le forçant à abandonner l'appareil dans une zone fortement boisée. Une recherche et un sauvetage s'ensuivent. Alors que la famille d'Ana et Christian sont en quête de nouvelles, Christian rentre chez lui sain et sauf. Il demande la main de Ana et celle-ci, réalisant qu'elle l'aime, accepte sa proposition de mariage.
Lors de la fête d'anniversaire de Christian, Elena accuse Ana d'être une croqueuse d'hommes. Ana lui ordonne de rester à l'écart de Christian et elle dorénavant. Christian les surprend et raconte avec dédain à Elena qu'elle lui a appris à « baiser » tandis qu'Ana lui a appris à « aimer ». Grace les surprend à son tour et demande à Elena de disparaître pour de bon. Christian coupe tous les liens qu'il avait jusqu'alors avec Elena. Christian prouve son amour à Ana avec une bague pour lui demander sa main et elle accepte. Alors que des feux d'artifice éclatent dans le ciel, Jack Hyde regarde les festivités de loin, préparant silencieusement sa vengeance envers Christian et Ana.

## Fiche technique
Sauf indication contraire, les informations mentionnées dans cette section peuvent être confirmées par la base de données cinématographiques IMDb,  présente dans la section « Liens externes ».
- Titre original : Fifty Shades Darker
- Titre français et québécois : Cinquante nuances plus sombres
- Réalisation : James Foley
- Scénario : Niall Leonard, d'après Cinquante Nuances plus sombres (Fifty Shades Darker) d'E. L. James
- Musique : Danny Elfman[1]
- Direction artistique : Peter Bodnarus, Jeremy Stanbridge et Craig Humphries
- Décors : Nelson Coates
- Costumes : Shay Cunliffe et Karin Nosella
- Photographie : John Schwartzman
- Son : Jason Chiodo, Oleg Kulchytskyi, Frank A. Montaño et Jon Taylor
- Montage : Richard Francis-Bruce
- Production : Dana Brunetti, Michael De Luca, E. L. James et Marcus Viscidi
- Sociétés de production[2] :
  - États-Unis : Michael De Luca Productions, avec la participation de Universal Pictures
  - Chine : Perfect World Pictures
  - Japon : en association avec Dentsu et Fuji Television Network
- Société de distribution : 
  - États-Unis : Universal Pictures
  - Japon : Toho-Towa
  - France : Universal Pictures International
  - Belgique : Sony Pictures Releasing, Universal Pictures International
- Budget : 55 millions de $[3]
- Pays d'origine :  États-Unis,  Chine,  Japon
- Langue originale : anglais
- Format[4] : couleur - D-Cinema - 2,39:1 (Cinémascope) (Panavision) - son Auro 11.1 | Dolby Atmos | Dolby Surround 7.1 | DTS | Dolby Digital
- Genres : drame, romance, thriller, érotique
- Durée : 118 minutes (version cinéma) ; 131 minutes (version non censurée)
- Dates de sortie[5] :
  - France, Belgique, Suisse romande : 8 février 2017[6],[7]
  - États-Unis, Québec : 10 février 2017[8]
  - Japon : 27 juin 2017
- Classification[9] :
  -  États-Unis : Interdit aux moins de 17 ans (certificat #50775) (R – Restricted) [Note 1].
  -  Chine : Pas de système.
  -  Japon : R15+ (R-15) - Interdit aux moins de 15 ans.
  -  France : Interdit aux moins de 12 ans (visa d'exploitation no 145623 délivré le 7 février 2017)[10],[Note 2].
  -  Belgique : Interdit aux moins de 16 ans (KNT/ENA : Kinderen Niet Toegelaten /Enfants Non Admis)[6],[11],[Note 3].
  -  Québec : 16 ans et plus (16+ / 16 years and over).
  -  Suisse romande : Interdit aux moins de 16 ans[12].

## Distribution
- Dakota Johnson (VF : Delphine Rivière et VQ : Rachel Graton) : Anastasia « Ana » Steele
- Jamie Dornan (VF : Valentin Merlet et VQ : Éric Bruneau) : Christian Grey
- Eloise Mumford (VF : Laetitia Coryn et VQ : Stéfanie Dolan) : Kate Kavanagh
- Luke Grimes (VF : Nicolas Berno et VQ : Philippe Martin) : Elliot Grey
- Kim Basinger (VF : Micky Sébastian) : Elena Lincoln « Mrs. Robinson »
- Eric Johnson (VF : Valéry Schatz et VQ : Alexis Lefebvre) : Jack Hyde
- Bella Heathcote (VF: Juliette Allain et VQ : Romy Kraushaar-Hébert) : Leila Williams
- Rita Ora (VF : Marie Tirmont et VQ : Sarah-Jeanne Labrosse) : Mia Grey
- Victor Rasuk (VF : Alexandre Guansé et VQ : Hugolin Chevrette) : José Rodriguez
- Max Martini (VF : Serge Biavan et VQ : Pierre-Étienne Rouillard) : Jason Taylor
- Brant Daugherty (VF : Benjamin Bollen) : Luke Sawyer
- Marcia Gay Harden (VF : Nathalie Spitzer et VQ : Élise Bertrand) : Grace Trevelyan Grey
- Andrew Airlie (VF : Patrick Bonnel) : Carrick Grey
- Fay Masterson (VF : Valérie Nosrée) : Gail Jones
- Robinne Lee (VF : Annie Milon) : Ros Bailey
- Amy Price-Francis (VF : Véronique Picciotto) : Liz Morgan
- Bruce Altman (VF : Jean-Bernard Guillard) : Jerry Roach
- Ryker et Logan Brown : Christian à l'âge de 4 ans.

Source et légende  : version française (VF) sur AlloDoublage

## Production

### Tournage
Dakota Johnson annonce lors d'une interview début juillet 2015 que le tournage commencera à Vancouver le 15 février suivant. Plus tard, la production fait savoir que les suites de la trilogie Fifty Shades seront tournées en même temps. Il est aussi annoncé le même mois que la production ainsi que les acteurs principaux se rendront en France de début à mi-juillet pour tourner quelques scènes de Cinquante nuances plus claires. Le tournage s'est achevé le 23 juillet 2016.

### Bande originale
Fifty Shades Darker: Original Motion Picture Soundtrack est la bande originale du film. Il s'agit d'une compilation des chansons entendues dans le film, interprétées par divers artistes comme Zayn Malik & Taylor Swift, Halsey et Sia).
Albums de Various artists
Cinquante Nuances de Grey (bande originale) Cinquante Nuances plus claires (bande originale)
Singles
1. I Don't Wanna Live Forever - Zayn Malik & Taylor Swift
2. Not Afraid Anymore - Halsey
3. Helium - Siamodifier

## Accueil

### Accueil critique
À l'instar de Cinquante nuances de Grey, le film est largement mal accueilli par la critique, obtenant 9 % de taux d'approbation sur le site Rotten Tomatoes pour une moyenne de 3,4⁄10 et un score de 33⁄100 sur le site Metacritic, pour 39 critiques collectés.
Sur Allociné le film reçoit un accueil négatif. Il obtient une moyenne de 1,5/5 sur 15 critiques presse mais fait un peu mieux auprès des spectateurs en obtenant une moyenne de 2,3/5 .

### Box-office
| Pays ou région    | Box-office        | Date d'arrêt du box-office | Nombre de semaines |
| ----------------- | ----------------- | -------------------------- | ------------------ |
| États-Unis Canada | 114 581 250 $     | 6 avril 2017               | 8                  |
| France            | 3 120 922 entrées | 4 avril 2017               | 8                  |
| Monde             | 381 128 783 $     | 6 octobre 2017             | -                  |

Lors des premières séances parisiennes, le film attire 2 655 spectateurs (alors que Cinquante Nuances de Grey avait attiré 4 501 spectateurs en 2015).
Cinquante Nuances plus sombres attirent 288 723 spectateurs pour son premier jour. En cinq jours, il recueille 1 237 360 entrées. Pour sa première semaine, le film cumule 1 618 110 entrées (soit 463 528 entrées de moins que Cinquante Nuances de Grey sur la même durée).
Aux États-Unis, pour son premier jour, le film cumule 21 444 970 $. Pour son premier week-end, il cumule 46 607 250 $ (soit un peu plus de la moitié de ce qui avait été cumulé par Cinquante nuances de Grey aux États-Unis pour son premier week-end).

## Distinctions
Entre 2017 et 2018, Cinquante Nuances plus sombres a été sélectionné 17 fois dans diverses catégories et a remporté quatre récompenses,.

### Distinctions 2017
| Cérémonie ou récompense                                                                     | Catégorie / Récompense                   | Nommé(es) / Lauréat(es)                                                               | Nommé(es) / Lauréat(es) |
| ------------------------------------------------------------------------------------------- | ---------------------------------------- | ------------------------------------------------------------------------------------- | ----------------------- |
| Prix BMI du cinéma et de la télévision                                                      | Prix BMI de la meilleure musique de film | Danny Elfman                                                                          | Lauréat                 |
| Prix de la bande-annonce d'or (Golden Trailer Awards)                                       | Meilleur spot télévisé romantique        | Universal Pictures et Trailer Park                                                    | Nomination              |
| Prix internationaux du cinéma en ligne (INOCA) (International Online Cinema Awards (INOCA)) | Meilleure chanson originale              | Taylor Swift, Jack Antonoff et Sam Dew (pour la chanson : I Don't Wanna Live Forever) | Nomination              |
| Prix Schmoes d'or (Golden Schmoes Awards)                                                   | Pire film de l'année                     | Cinquante nuances plus sombres                                                        | Nomination              |

### Distinctions 2018
| Cérémonie ou récompense                    | Catégorie / Récompense                                      | Nommé(es) / Lauréat(es)                                                                   | Nommé(es) / Lauréat(es) |
| ------------------------------------------ | ----------------------------------------------------------- | ----------------------------------------------------------------------------------------- | ----------------------- |
| Alliance des femmes journalistes de cinéma | Actrice qui a le plus besoin d'un nouvel agent              | Dakota Johnson                                                                            | Nomination              |
| Prix Grammy                                | Meilleure chanson écrite pour les médias visuels            | Taylor Swift, Jack Antonoff et Sam Dew (pour la chanson : I Don't Wanna Live Forever)     | Nomination              |
| Prix Razzie,                               | Prix Razzie de la Pire actrice dans un second rôle          | Kim Basinger                                                                              | Lauréat                 |
| Prix Razzie,                               | Prix Razzie du Pire préquelle, remake, suite ou film dérivé | Cinquante nuances plus sombres                                                            | Lauréat                 |
| Prix Razzie,                               | Prix Razzie du Tellement pourri que vous l'avez aimé        | Cinquante nuances plus sombres                                                            | Lauréat                 |
| Prix Razzie,                               | Pire film                                                   | Cinquante nuances plus sombres                                                            | Nomination              |
| Prix Razzie,                               | Pire acteur                                                 | Jamie Dornan                                                                              | Nomination              |
| Prix Razzie,                               | Pire actrice                                                | Dakota Johnson                                                                            | Nomination              |
| Prix Razzie,                               | Pire réalisateur                                            | James Foley                                                                               | Nomination              |
| Prix Razzie,                               | Pire combinaison à l’écran                                  | (Toute combinaison de deux personnages, deux jouets sexuels ou deux positions sexuelles.) | Nomination              |
| Prix Razzie,                               | Pire scénario                                               | Niall Leonard                                                                             | Nomination              |
| Prix Razzie,                               | Pire couple à l'écran                                       | Cinquante nuances plus sombres                                                            | Nomination              |
| Prix Satellites                            | Meilleure chanson originale                                 | (pour la chanson : I Don't Wanna Live Forever)                                            | Nomination              |

## Analyse

### Différences principales avec le roman
- La durée que dure la séparation des deux protagonistes semble de plusieurs semaines dans le film. Dans le roman, seul cinq jours s'écoulent[27].
- Dans le livre, c'est Christian qui amène Anastasia au vernissage de José après l'avoir recontacté[28].
- Christian délimite une zone de son corps qu'Anastasia ne peut toucher. Dans le film, il s'agit d'une partie de son torse ; dans le livre, cela comprend également son dos[29].
- Lorsqu'ils sont sur le voilier, Christian dévoile à Anastasia comment Grace l'a recueilli après la mort de sa mère biologique. Dans le tome, c'est Carrick lors de la soirée de charité qui dévoilera à Anastasia ces informations[30].
- Les grands parents de Christian ainsi que Sean, le petit ami de Mia ne sont pas présents dans le film[31].
- Il en va de même pour Le Dr. Flynn, psychologue de Christian[32].
- Dans le tome, Elena souhaite le bonheur du couple mais menacera tout de même la jeune femme si elle fait du mal à Christian, tout en insistant pour la voir à plusieurs reprises afin d'apaiser les tensions[33]. Dans le film, elle interfère moins dans leur histoire qui est de toute façon vouée à l'échec selon elle.
- Dans le livre, Anastasia acceptera de partir avec Jack pour New York et c'est Christian qui bloquera le déplacement[34].
- Après que Christian a maitrisé Leila, Anastasia part seule dans la rue. Dans le livre, elle se confiera à Ethan, le frère de Kate déjà absent du premier film[35].
- Christian demandera à Ray au téléphone la permission d'épouser d'Anastasia. Dans ce second film, Ray n'apparaît pas[36].
- Dans le tome 2, Kate découvrira interloquée la nature sadomasochiste entre Anastasia et Christian[37]. Cette scène est également absente du film